# Bryodema byrrhitibia
Bryodema byrrhitibia är en insektsart som beskrevs av Zheng, Z. och D. He 1994. Bryodema byrrhitibia ingår i släktet Bryodema och familjen gräshoppor. Inga underarter finns listade i Catalogue of Life.